# Destroyer (album)
Destroyer – czwarty album studyjny amerykańskiej grupy rockowej KISS wydany w 1976 roku.
W 2003 album został sklasyfikowany na 496. miejscu listy 500 albumów wszech czasów magazynu Rolling Stone. Jest to drugi album zespołu, za który uzyskał platynową płytę.

## Lista utworów
1. "Detroit Rock City" (Paul Stanley, Bob Ezrin) – 5:17
  - wokal – Paul Stanley
2. "King of the Night Time World" (Stanley, Ezrin, Kim Fowley, Mark Anthony) – 3:19
  - wokal – Paul Stanley
3. "God of Thunder" (Stanley) – 4:13
  - wokal – Gene Simmons
4. "Great Expectations" (Gene Simmons, Ezrin) – 4:21
  - wokal – Gene Simmons
5. "Flaming Youth" (Ace Frehley, Stanley, Simmons, Ezrin) – 2:59
  - wokal – Paul Stanley
6. "Sweet Pain" (Simmons) – 3:20
  - wokal – Gene Simmons
7. "Shout It Out Loud" (Stanley, Simmons, Ezrin) – 2:49
  - wokal – Paul Stanley & Gene Simmons
8. "Beth" (Peter Criss, Ezrin, Stan Penridge) – 2:45
  - wokal – Peter Criss
9. "Do You Love Me" (Stanley, Ezrin, Fowley) – 3:33
  - wokal – Paul Stanley

## Informacje
- Gene Simmons – gitara basowa, wokal
- Paul Stanley – gitara rytmiczna, wokal
- Ace Frehley – gitara prowadząca
- Peter Criss – perkusja, wokal

## Notowania

### Album
| Lista               | Pozycja |
| ------------------- | ------- |
| Szwecja             | 4       |
| Austria             | 6       |
| Kanada              | 6       |
| USA (Billboard 200) | 11      |
| Nowa Zelandia       | 16      |
| Japonia             | 17      |
| Wielka Brytania     | 22      |
| Niemcy              | 36      |

### Certyfikaty
| Certyfikat  | Sprzedaż |           |
| ----------- | -------- | --------- |
| RIAA (U.S.) | Platyna  | 1 000 000 |